# Merry Clayton
Merry Clayton (* 25. prosince 1948, New Orleans, Louisiana, USA) je americká zpěvačka. Byla členkou dívčí skupiny The Raelettes. Spolu s Mickem Jaggerem si zazpívala duet v písni „Gimme Shelter“ skupiny The Rolling Stones. Zpívá také v původní verzi skladby „Sweet Home Alabama“ skupiny Lynyrd Skynyrd.